# Keizeramazone
De keizeramazone (Amazona imperialis) is een amazonepapegaai uit de familie Psittacidae (papegaaien van Afrika en de Nieuwe Wereld). Het is een bedreigde, endemisch soort die enkel voorkomt op het eiland Dominica in het Caraïbisch gebied.
De keizeramazone is de nationale vogel van Dominica en staat ook op de vlag en het wapen van het eiland.

## Kenmerken
De vogel is 45 cm lang. Deze amazonepapegaai heeft een donkerpaars gekleurde kop, nek en mantel. Ook de buik en borst zijn paars waarbij de veren donkere randen hebben, waardoor een schubbenpatroon ontstaat. De vleugels zijn groen met een rode vlek op de schouder, een paarse spiegel en donker gekleurde handpennen. De staart is rood met een groene rand.

## Verspreiding en leefgebied
Deze soort is endemisch op Dominica, waar de vogel verblijft in heuvellandbos tussen de 600 en 1300 meter boven zeeniveau. De vogel komt enkel op Dominica voor. 

## Status
De vogel ging tot 1990 snel in aantal achteruit door habitatverlies, het effect van tropische stormen en door vangst voor de handel in vogels. Sinds die tijd zijn beschermingsmaatregelen genomen en bleven tot 2017 de aantallen stabiel (160 tot 240 volwassen individuen). Daarna richtte de orkaan Maria enorme verwoestingen aan waarbij 30% van het leefgebied verloren ging. In 2019 werd de totale populatie geschat op minder dan 50 volwassen individuen. Hierop volgend is de vogel als kritiek op de Rode Lijst van de IUCN gezet.